# Mandando todo a Singapur
Mandando todo a Singapur es el segundo disco de la cantante argentina María Rosa Yorio, producido por Miguel Mateos y editado en 1982 a través del sello Sazam Records.

Luego de su álbum debut Con los ojos cerrados, graba este material de estilo New Wave con composiciones de Miguel Mateos en su mayoría. Incluye una canción de Charly García, grabada luego por Sui Generis, y un cover de Por un minuto de amor de Alejandro Lerner.
En aquel momento obtienen difusión Buenos Aires, quién sedujo a quién? y Amor en taxi.

## Lista de temas
Todos los temas compuestos por Miguel Mateos, excepto los indicados.
1. Buenos Aires, quién sedujo a quién?
2. Camino a Singapur
3. Por un minuto de amor (Alejandro Lerner)
4. Viviendo o viviendo (León Gieco)
5. Te daré algunas cosas (Charly García)
6. Amor en taxi
7. Fanny da bola
8. Hijo
9. Tu viaje empezó a doler
10. Teléfono público (Miguel Mateos; María Rosa Yorio)

## Músicos
- Miguel Mateos: Guitarra, Teclados, Bajo Sintetizado
- Ricardo Pegnotti: Guitarra
- Fernando Lupano: Bajo
- Alejandro Mateos: Batería

### Músicos invitados
- Rubén Rada: Percusión en Viviendo o Viviendo
- Kito Gato: Guitarra en Te Daré Algunas Cosas

## Personal
- Producción Artística: Miguel Mateos
- Producción Ejecutiva: Oscar López
- Técnicos de Grabación: Carlos García y Luis Perrusi
- Mezcla: Miguel Mateos y Jorge Beiruti
- Fotos y Arte: Graciela Beccari